# 安倍川橋
安倍川橋（日语：／）是日本靜岡縣靜岡市的一座公路桥梁，承载静岡県道208号藤枝静岡線跨越安倍川，连接两岸的駿河區手越与葵區弥勒二丁目。当前的桥梁为第三代安倍川橋，1922年3月开工，1923年7月竣工，全长490.9米，为13跨连续桁架桥，2023年列入登录有形文化财。